# Carbonato de bismuto

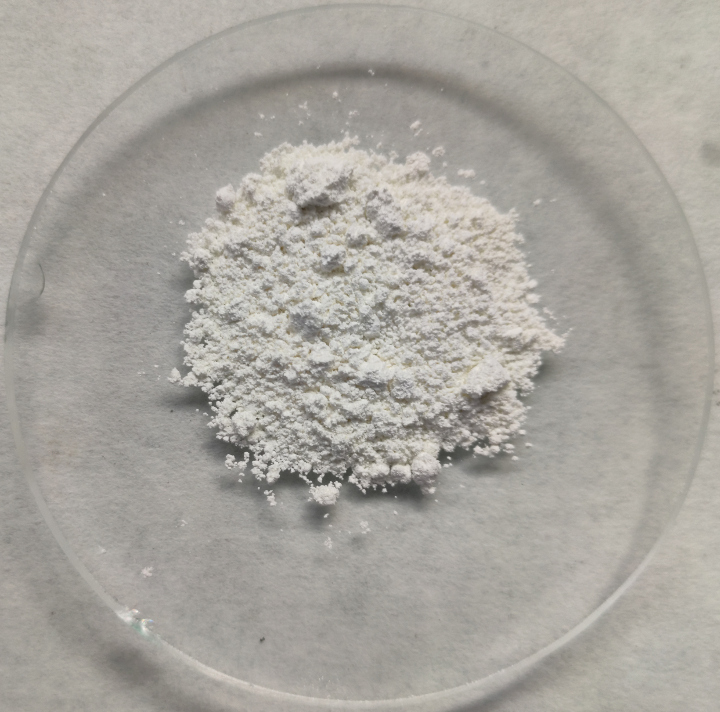
Carbonato de bismuto em fundo branco

Carbonato de bismuto, Bi2(CO3)3, é um pó branco ou amarelado, insolúvel em água, utilizado na medicina e na cosmética.

## Variação
- Carbonato Básico de Bismuto ou Subcarbonato de Bismuto, composto artificial: Bi2O2(CO3), e às vezes referido como (BiO)2CO3

## Utilização
- na indústria cerâmica, como matéria-prima para fabricação de corantes especiais;
- na indústria farmacêutica, juntamente com outros sais, como antiácido estomacal.